# Abukar Mohamed
Abdulkadir Abukar Mohamed (ur. 1 stycznia 1999 w Mogadiszu, Somalia) – fińsko-somalijski piłkarz, grający na pozycji pomocnika w fińskim klubie FC Lasten.

## Kariera piłkarska

### Kariera klubowa
Wychowanek TPV, w barwach którego w 2014 rozpoczął karierę piłkarską. W 2016 przeszedł do TPS. Na początku 2017 wyjechał do Włoch, gdzie podpisał kontrakt z S.S. Lazio. 10 lipca 2019 został wypożyczony do Karpat Lwów.

### Kariera reprezentacyjna
W latach 2015–2016 występował w juniorskiej reprezentacji Finlandii U-17, a w 2016-2018 w U-19.

## Sukcesy i odznaczenia

### Sukcesy piłkarskie
TPS
- wicemistrz Ykkönen: 2016